# Ogooué-Ivindo
Ogooué-Ivindo er den nordøstligste af Gabons ni provinser, selvom Lopé-departementet ligger i den centrale del af landet. Den har fået sit navn fra to floder, Ogooué og Ivindo. Provinsen, der har tusindvis af kvadratkilometer regnskov, er den største og tyndest befolkede, og langt mindre udviklet end resten af landet. I 2013 havde den en befolkning på 63.293 mennesker. Provinshovedstaden er byen Makokou.

## Historie
I 1873-74 udforskede Antoine-Alfred Marche og Victor de Compiègne (Marquis de Compiegné) området omkring Ogoouéfloden. De ankom til byen Lopé i 1874, men mødte fjendtlighed fra Fang-Mekefolket ved Ivindos udmunding. Den italiensk-franske greve og opdagelsesrejsende Pierre Savorgnan de Brazza foretog ligeledes en udforskning i regionen i november 1875 og igen mellem 1879 og 1882.
I januar 1995 var der et udbrød af ebolavirus i skovene i Ogooué-Ivindo. Ni ud af 19 personer af de registrerede tilfælde, døde, ud af en befolkning på 350 personer på stedet. I 2010 blev det rapporteret, at der var gul feber i provinsen.

## Befolkning
De største etniske grupper i provinsen er Fang-, Kota- og Kwelefolk.

## Geografi og dyreliv
Provinsen strækker sig over en del af det centrale og nordøstlige Gabon og dækker et område på 46.075 Km2. Ogooué-Ivindo grænser op til departementerne Sangha og Cuvette-Ouest i Republikken Congo mod syd og sydøst, Haut-Ogooué mod sydøst, Ogooué-Lolo mod syd, Ngounié mod sydvest (ved et krydspunkt), Moyen-Ogooué mod vest og Woleu-Ntem mod nord-nordvest. Den sydlige del af provinsen krydses af ækvator, mens Lopé-departementet hovedsageligt ligger på den sydlige halvkugle. Regionshovedstaden er byen Makokou, 540 km øst for den nationale hovedstad Libreville og 175 km sydvest for Mékambo.
De vigtigste floder i provinsen er Ogooué og Ivindo. I sydvest ligger Ivindo nationalpark, etableret i 2002,  som indeholder Koungou-, Mingouli- og Djidji- vandfaldene. Lopé nationalparken, også i den sydvestlige del af provinsen, dækker et område på 5.360 km2, ligger nord for Chaillubjergene og øst for Mingouéfloden. Det er et biologisk rigt område med over 1500 registrerede plantearter, 412 ud af de 700 fuglearter der findes i Gabon, og store populationer af mandriller, gorillaer og chimpanser. Station D'Etudes des Gorilles et Chimpanzees, er et overvågningscenter ved Lopé. I den østlige del af provinsen ligger Mwagna nationalpark, som indeholder tæt regnskov og er stort set ubeboet af mennesker, men biologisk rig. Floderne Lodié og Louayé løber gennem Mwagna nationalpark. Det nærliggende Mount Bélinga indeholder jernressourcer som regeringen planlægger at udnytte.
Lavlandsskovene i Ivindoflodens bassin er hjemsted for en af de mest forskelligartede lavlandsskovs fuglefaunaer i hele Afrika. Ipassa Research Station er et vigtigt fugleområde (IBA) nær provinshovedstaden Makokou. Her er der registreret 190 fuglearter, der er begrænset til Guinea-Congo-skovens biom. Dette er det højeste antal for nogen IBA inden for biomet.

### Departementer
Administrativt er Ogooué-Ivindo opdelt i 4 departementer:
- Ivindo (departement) (Makokou )
- Lope (departement) (Booué )
- Mvoung (departement) (Ovan )
- Zadie (departement) (Mekambo)

## Transport
Hovedvejene, der går gennem provinsen, er RN3- og RN4-vejene. Makokou er hjemsted for Makokou Lufthavn.